# Rachicerus pullus
Rachicerus pullus är en tvåvingeart som beskrevs av Akira Nagatomi 1970. Rachicerus pullus ingår i släktet Rachicerus och familjen vedflugor. Inga underarter finns listade i Catalogue of Life.